# Фротнак (Мисури)
Фротнак (енгл. Frontenac) град је у америчкој савезној држави Мисури.

## Демографија
По попису из 2010. године број становника је 3.482, што је 1 (0,0%) становника мање него 2000. године.
| Група             | 2000.         | 2010.         |
| Белци             | 3.286 (94,3%) | 3.100 (89,0%) |
| Афроамериканци    | 28 (0,8%)     | 92 (2,6%)     |
| Азијати           | 97 (2,8%)     | 196 (5,6%)    |
| Хиспаноамериканци | 33 (0,9%)     | 51 (1,5%)     |
| Укупно            | 3.483         | 3.482         |